# Hollywoodtürke
Hollywoodtürke ist eine deutsche romantische Komödie aus dem Jahr 2019.

## Inhalt
Der Film handelt vom Türken Alper, der sich als Italiener ausgibt, um das Herz eines deutschen Mädchens zu gewinnen, das Türken nicht mag. Alper will Schauspieler werden, hat dabei aber wenig Erfolg und bekommt auch immer nur Rollen als Dönerverkäufer oder Gangster angeboten. Aber selbst die bekommt er nicht. Da läuft ihm die hübsche Sophie zufällig eines Abends über den Weg. Sophie muss für die Aufnahme an der Kunstakademie ein Videoportrait über einen Italiener machen. Alper bekommt das zufällig mit und da er eh noch ein Demoband braucht und Sophie ihm sehr gefällt, gibt er sich als Italiener Alberto aus und gewinnt mit ein paar Tricks und mithilfe seiner Freunden die Rolle. Er freundet sich immer mehr mit Sophie an und gewinnt durch einen Kontakt ihrer Mutter ein Casting für einen Kinofilm. Während Alper denkt, dass es sich bei dem Film um seinen Durchbruch als Schauspieler und Held handelt, stellt sich heraus, dass man einen nicht-türkischen Schauspieler für die Rolle eines türkischen, islamistischen, homosexuellen Terroristen sucht. Er gibt sich weiter als Italiener aus und der Regisseur lobt ihn, dass er nie einen besseren Türken von einem Nicht-Türken gesehen hat und gibt Alper die Rolle. Während sich Alper einerseits über seine erste große Kinorolle freut, steht er im Konflikt mit der Aussage des Films, das hinter jedem Türken oder Moslem ein potentieller Terrorist steckt. Alper der sich als Italiener immer näher seinen Zielen wähnt, bekommt aber auch immer mehr Probleme. Als sein Vater ihn in einer Szene entdeckt, muss er ihn leugnen, um seine Tarnung vor Sophie nicht auffliegen zu lassen. Ein andermal, darf er nicht zeigen, dass er türkisch versteht, während ein türkischer Verkäufer ihn in seiner Anwesenheit auf Türkisch beleidigt. Sophie wehrt Alpers selbstbewusste Macho-Avancen immer ab und es kommt zum Streit zwischen ihnen. Sophie bricht daraufhin das Videoportrait ab und vergisst dabei ihr Notizheft. Als Alper es ihr am Abend bringen will, werden sie von ein paar Jungs überfallen. Alper verteidigt Sophie, aber beide haben sich dabei verletzt. Als Sophie Alper in ihrer Wohnung pflegt, offenbart sie im angetrunkenen Zustand, warum sie Türken nicht mag. Alper fragt Sophie, ob sie nicht doch noch das Video zu Ende machen wollen. In einem aufgenommenen Theater-Monolog, spricht Alper über seine Gefühle und Sophie ist überrascht wie viel Tiefgründigkeit sie hinter Alpers Macho-Fassade entdeckt. Am ersten Drehtag des Kinofilms beschließt Alper sich zu outen, dass er nicht Alberto, der Italiener ist, sondern Türke und dass er diese Rolle nicht spielen kann, da sie die Türken generell schlecht darstellt. Sophie, die aufgrund des Video-Portraits in die Finalrunde gekommen ist, will sich bei Alper bedanken und fährt ohne Alpers Wissen zum Dreh. Dort wird sie Zeugin, wie Alper sich als Türke outet, woraufhin sie von Alper enttäuscht ist. Aufgrund der emotionalen Verwirrung versagt Sophie bei der finalen Prüfung und entscheidet sich Berlin zu verlassen und von nun an in der Firma ihres Vaters zu arbeiten. Alper überredet sie, ihren Traum nicht aufzugeben und sie versöhnen sich.

## Kritiken
Auf Filmstarts wurde der Film mit 3,6 von 5 Sternen überwiegend positiv aufgenommen. Film und Fun by Movieman nannte den Film „eine großartige deutsch-türkische Culture-Clash Komödie“. Bunte nennt den Film eine „herausragende Leistung“ und Murat Ünal ein „großes Regietalent“. Auf Moviepilot wurde der Film mit durchschnittlich 4,6 von 10 Sternen (Punkten) bewertet. Der Film wurde für den Bunte New Faces Award 2020 in der Kategorie Bester Debütfilm und Beste Regie nominiert.